# Élections sénatoriales de 2011 dans le Morbihan
Les élections sénatoriales dans le Morbihan ont lieu le dimanche 25 septembre 2011. Elles ont pour but d'élire les sénateurs représentant le département au Sénat pour un mandat de six années.

## Contexte départemental
Lors des élections sénatoriales du 23 septembre 2001 dans le Morbihan, trois sénateurs ont été élus selon un scrutin proportionnel : Odette Herviaux (PS), Joseph Kergueris (UDF) et Josselin de Rohan (RPR).
Depuis, tous les effectifs du collège électoral des grands électeurs ont été renouvelés, avec les élections législatives françaises de 2007, les élections régionales françaises de 2010, les élections cantonales de 2008 et 2011 et les élections municipales françaises de 2008.

## Sénateurs sortants
| Sénateur | Sénateur                 | Parti | Fonctions lors de l'élection en 2001                        |
| -------- | ------------------------ | ----- | ----------------------------------------------------------- |
|          | Odette Herviaux          | PS    | Conseillère régionale, maire de La Croix-Helléan            |
|          | Joseph Kergueris         | AC    | Conseiller régional, conseiller général, maire de Landévant |
|          | Josselin de Rohan-Chabot | UMP   | Sénateur sortant, président du conseil régional             |

## Présentation des candidats et des suppléants
Les nouveaux représentants sont élus pour une législature de 6 ans au suffrage universel indirect par les 1757 grands électeurs du département. Dans le Morbihan, les sénateurs sont élus au scrutin majoritaire à deux tours. Leur nombre reste inchangé, 3 sénateurs sont à élire.  Ils sont 11 candidats dans le département, chacun avec un suppléant.
|   | Candidats | Candidats           | Parti | Mandats                                  |
| - | --------- | ------------------- | ----- | ---------------------------------------- |
| T |           | François Goulard    | UMP   | Député, président du conseil général     |
| S |           | Agnès Le Gougaud    | UMP   | Maire de Plumelin                        |
| T |           | Joseph Kergueris    | AC    | Sénateur sortant                         |
| S |           | Joseph Brohan       | DVD   | Conseiller général, maire de Muzillac    |
| T |           | Jacques Le Nay      | UMP   | Député, maire de Plouay                  |
| S |           | Catherine Lamour    | DVD   | Maire de Carentoir                       |
| T |           | Jacques Bellanger   | DVD   |                                          |
| S |           | Yves Dizerbo        | DVD   |                                          |
| T |           | Hervé Rouvillois    | MoDem |                                          |
| S |           | Emmanuel Renie      | MoDem |                                          |
| T |           | Odette Herviaux     | PS    | Sénatrice sortante                       |
| S |           | Loïc Le Meur        | PS    | Conseiller général, maire de Plœmeur     |
| T |           | Michel Le Scouarnec | PCF   | Maire d'Auray                            |
| S |           | Gisèle Guilbart     | DVG   | Maire de Quistinic                       |
| T |           | Joël Labbé          | EELV  | Conseiller général, maire de Saint-Nolff |
| S |           | Hélène Le Ny        | EELV  |                                          |
| T |           | Joëlle Bergeron     | FN    |                                          |
| S |           | Jean-Paul Félix     | FN    |                                          |
| T |           | Martine Auffret     | UDB   | Conseillère municipale de Cléguérec      |
| S |           | Mickaël Le Bohec    | UDB   | Conseiller municipal de Saint-Avé        |
| T |           | Philippe Loyer      | UDB   | Conseiller municipal du Faouët           |
| S |           | Yann Siz            | UDB   | Conseiller municipal de Lorient          |

## Résultats
| Candidats      | Candidats           | Parti          | Premier tour | Premier tour | Second tour | Second tour |
| Candidats      | Candidats           | Parti          | Voix         | %            | Voix        | %           |
| -------------- | ------------------- | -------------- | ------------ | ------------ | ----------- | ----------- |
|                | Odette Herviaux     | PS             | 948          | 54,73        |             |             |
|                | Michel Le Scouarnec | PCF            | 823          | 47,52        | 891         | 51,71       |
|                | Joël Labbé          | EELV           | 830          | 47,92        | 879         | 51,02       |
|                | Jacques Le Nay      | UMP            | 815          | 47,06        | 803         | 46,60       |
|                | François Goulard    | UMP            | 794          | 45,84        | 793         | 46,02       |
|                | Joëlle Bergeron     | FN             | 15           | 0,87         | 14          | 0,81        |
|                | Hervé Rouvillois    | MoDem          | 8            | 0,46         | 6           | 0,35        |
|                | Joseph Kergueris    | AC             | 794          | 45,84        |             |             |
|                | Martine Auffret     | UDB            | 38           | 2,19         |             |             |
|                | Philippe Loyer      | UDB            | 30           | 1,73         |             |             |
|                | Jacques Bellanger   | DVD            | 6            | 0,35         |             |             |
|                |                     |                |              |              |             |             |
| Inscrits       | Inscrits            | Inscrits       | 1 757        | 100,00       | 1 757       | 100,00      |
| Abstentions    | Abstentions         | Abstentions    | 12           | 0,68         | 22          | 1,25        |
| Votants        | Votants             | Votants        | 1 745        | 99,32        | 1 735       | 98,75       |
| Blancs et nuls | Blancs et nuls      | Blancs et nuls | 13           | 0,74         | 12          | 0,68        |
| Exprimés       | Exprimés            | Exprimés       | 1 732        | 99,26        | 1 723       | 98,06       |